# Албанці
Алба́нці (самоназва — shqiptar (штіптар), що албанською мовою означає «гірський орел») — нація, основне населення Республіки Албанії та Косова, також проживають на території Північної Македонії, Чорногорії, Сербії, Італії, Болгарії, Греції та інших країн. Розмовляють албанською мовою.

## Етногенез
Походження албанців доволі заплутане. Албанці вважаються нащадками стародавніх іллірійців і частково фракійців із значним впливом слов'ян, греків та ін.

## Групи
Албанці поділяються на північних — гегів і південних — тосків. Окремо виділяють арберешів, що мешкають в Італії. Це нащадки тих албанців, що втекли на Апеннінський півострів від турецької навали в XV столітті.
Серед віруючих албанців понад дві третини мусульман, решта — православні та католики. 

## Албанці в Україні
У Запорізькій і Одеській областях України є 4 албанські (власно, етнічно змішані) села: Каракурт у Південній Бессарабії (засновано на 1811 року) та Дівнинське, Гамівка й Георгіївка в Приазов'ї (засновані в 60-х роках XIX століття). Переселення албанців до України почалося з середини XVIII століття, коли Російська імперія почала вести активну боротьбу з Османською імперією за південні землі України. Російсько-турецька війна 1768—1774 років викликала найчисленнішу хвилю еміграції балканських народів за всю історію півдня України. Переважну частину цієї еміграції становили греки та болгари, але були й інші етноси, серед них і албанці, які тоді називалися застарілою назвою арнаути. 1775 року з військових переселенців, які прибули до Керчі, Єнікале та Таганрогу, було сформоване так зване Албанське військо (попри назву більшість у цьому війську становили таки греки, але албанці теж були). 1784 року до Криму прибуло 2353 албанці з Молдови. Їх теж планували включити до Албанського війська, але вони не виявили особливої схильності до військової служби й були розселені в межах Таврійського півострова. 
Таким чином, албанці з'явилися в Україні не безпосередньо з Албанії, а є нащадками переселенців у Добруджу. Частково вони зберегли рідну мову (є дані за 1959 рік: рідною мовою тоді володіло 76 % українських албанців; ця мова відрізняється від літературної албанської), але їхня кількість поступово зменшується завдяки асиміляційним процесам. Так, за переписом 1970 року албанців в Україні налічувалося 3972 особи, 1979 — 3874, 1989 — 3343. 
За даними перепису 2001 року, албанців у Одеській області налічувалося 1,9 тисячі осіб.

## Галерея

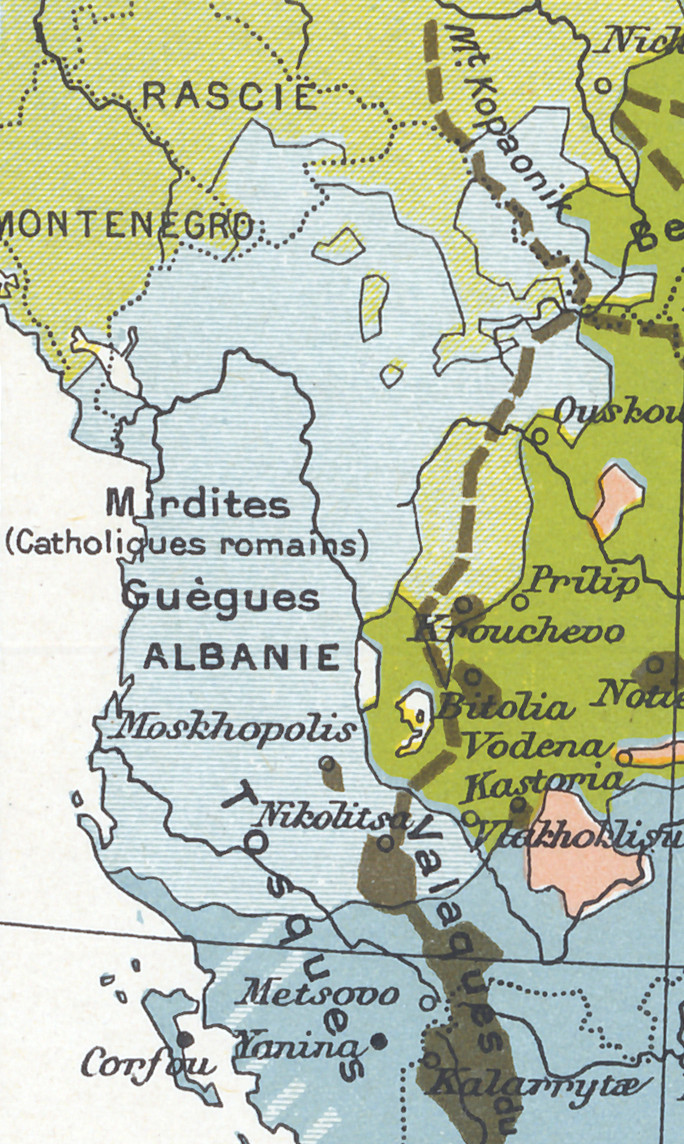
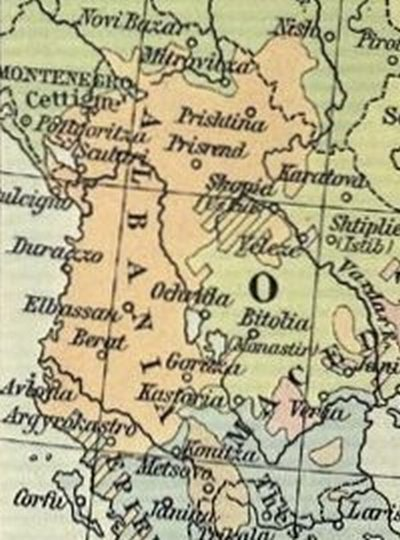
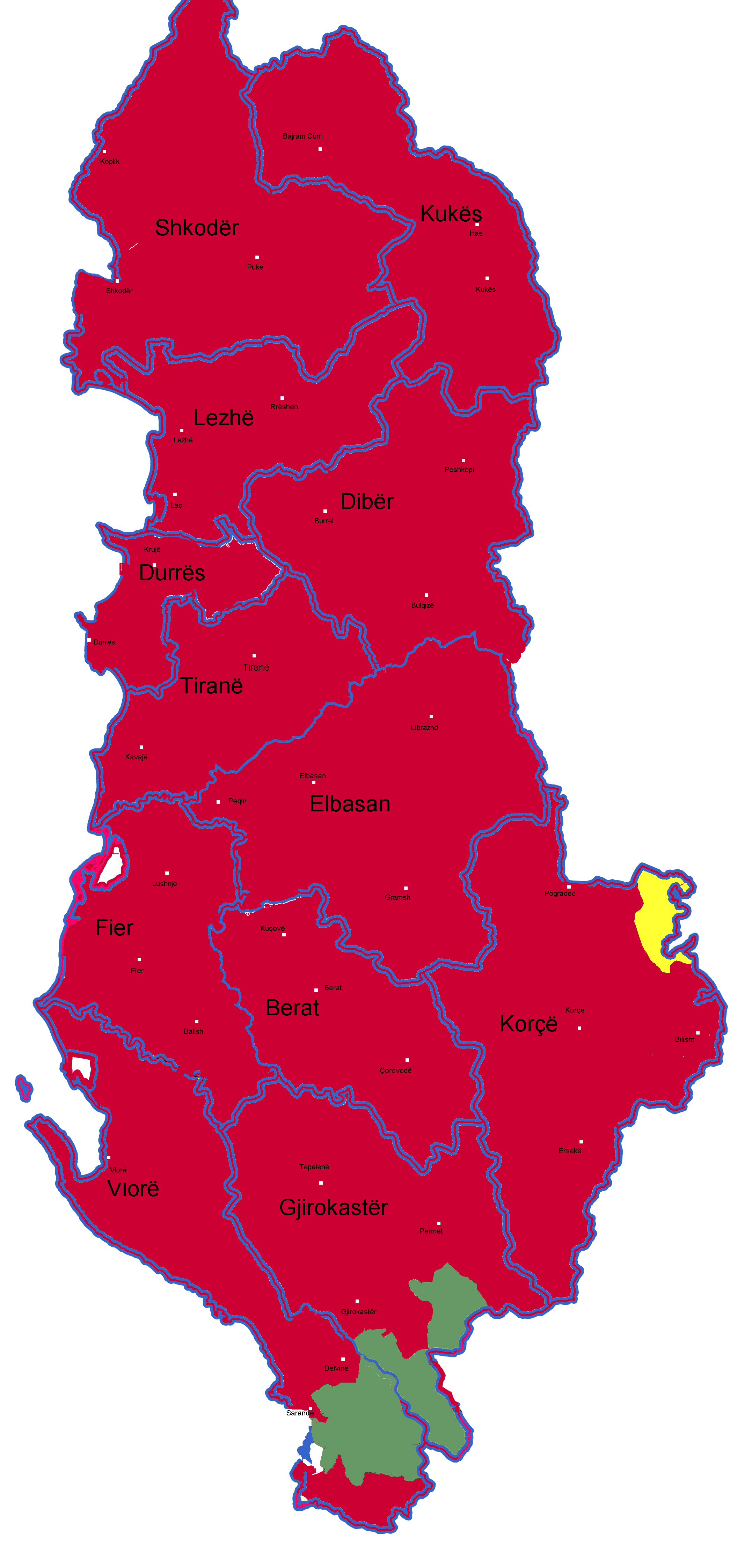
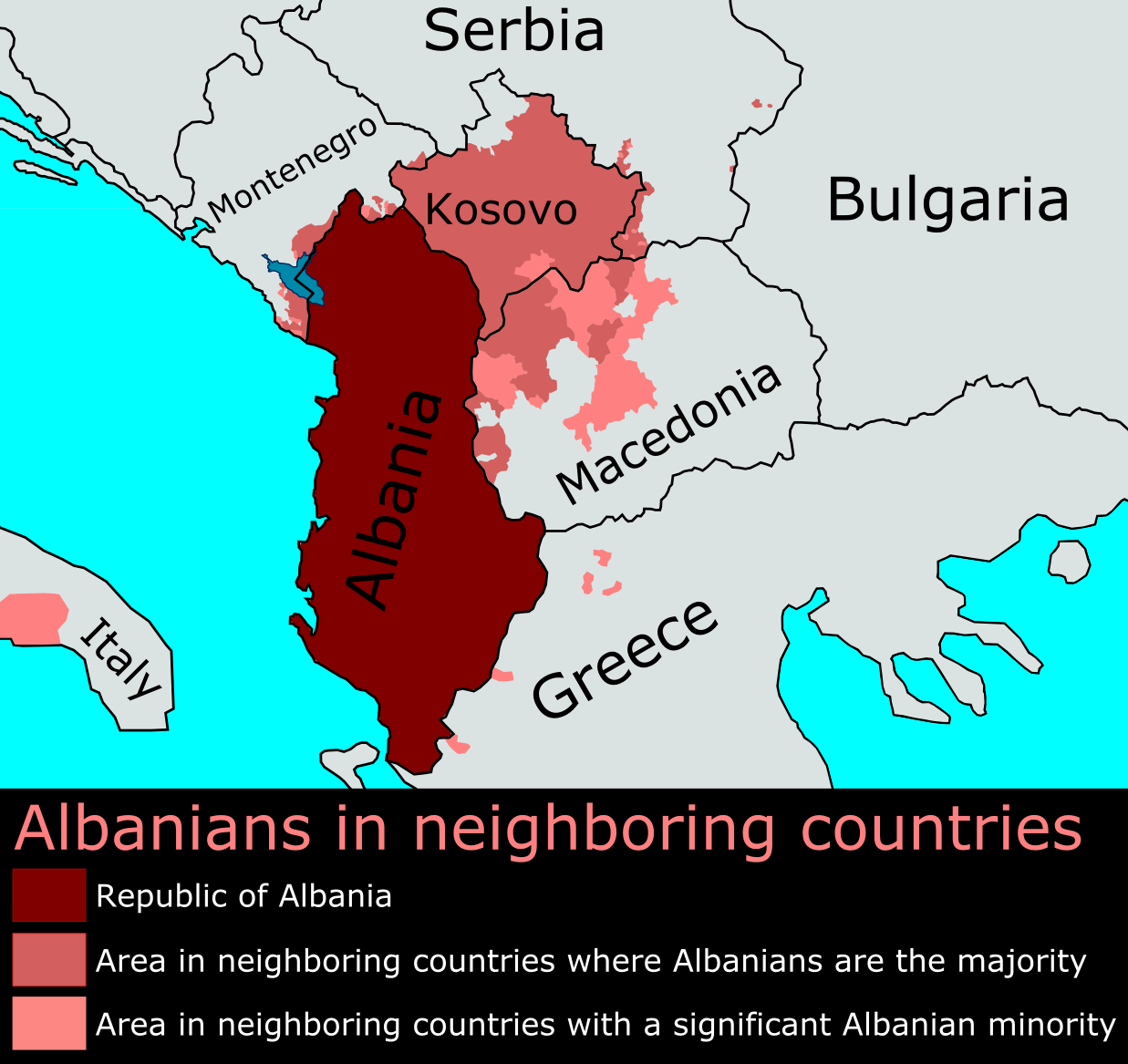
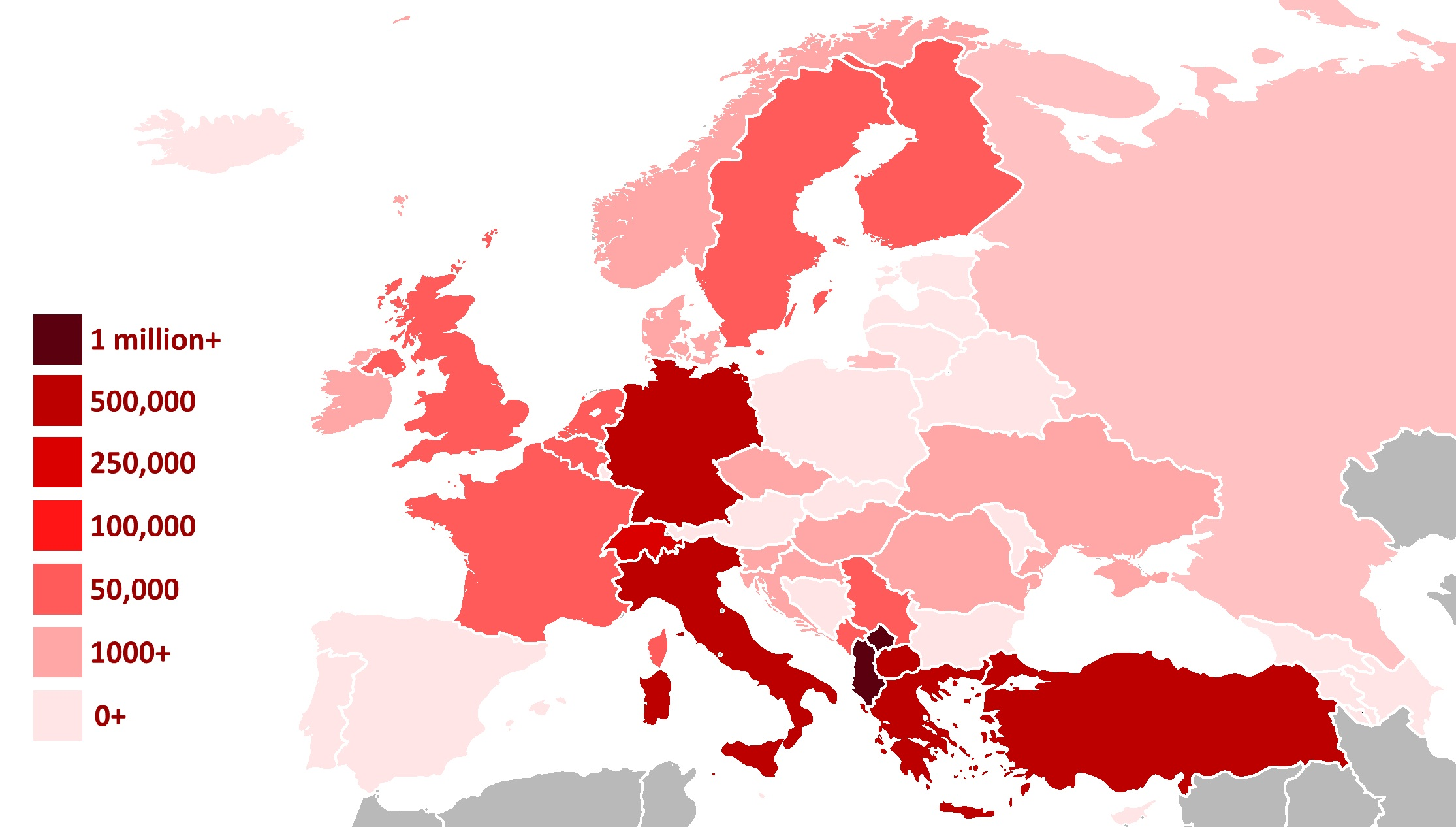